# IC 1678
IC 1678 ist eine kompakte Galaxie vom Hubble-Typ C im Sternbild Fische auf der Ekliptik. Sie ist schätzungsweise 636 Millionen Lichtjahre von der Milchstraße entfernt und hat einen Durchmesser von etwa 75.000 Lichtjahren.

Im selben Himmelsareal befindet sich u. a. die Galaxie NGC 486, NGC 488, NGC 490, NGC 492.
Das Objekt wurde am 24. November 1903 von Stéphane Javelle entdeckt.